# Autorretrato (Picasso 1896)
Autorretrato (impresionista) es una pintura al óleo realizada por Pablo Picasso en 1896 y que forma parte de la colección permanente del Museo Picasso de Barcelona. Ingresó en el museo como donación del artista en 1970 y se encuentra expuesto en la sala 1 del museo.

## Descripción
Picasso pintó este cuadro en la misma época en que hacía numerosos retratos de sus padres. En todos esos retratos se observa un esfuerzo por captar la esencia del ser humano. Sin dejar de lado el academicismo formal, ésta es una obra más espontánea, con pinceladas más impetuosas. 
El trazo enérgico denota el oficio adquirido por el joven Picasso y representa, en su concepción y factura, un paso decisivo, ya lejos de los primeros tanteos de La Coruña..
A lo largo de los años y especialmente hasta 1919, Picasso hizo muchas interpretaciones de su propia imagen. El Museo Picasso de Barcelona conserva buena parte de los de la primera época. Unas veces aparece él solo y otras acompañado de los amigos Pallarés, Casagemas y Sebastià Junyer, incluso disfrazado con peluca como en Autorretrato con peluca.
En los autorretratos, Picasso utilizó diversas técnicas. Sobre todo, son interesantes porque, al estar hechos en épocas diferentes, reflejan estilos distintos: los hay modernistas, novecentistas, azules, rosas, primitivistas, cubistas... A través de los autorretratos, se puede seguir su doble evolución, física y artística. Cada uno de ellos aporta algo nuevo a su biografía personal. En la última época de su vida, Picasso aparece en sus obras no como individuo, sino como personaje: El pintor y la modelo, El artista y la modelo, Pintor trabajando.